# Корызна (герб)
Корызна (пол. Koryzna) — польский дворянский герб.

## Описание
Описание А. Б. Лакиера: «В красном поле серебряный крест, обернутый вверх основанием, чрез которое проходит острием вправо стрела. Герб этот из Самогитии», однако в гербовнике Несецкого написано: «через него стрела, железом в правую сторону щит поражающая» (przez niego strzała, źclezcem w bok praw у tarczy zawiedziona), то есть стрела повернута острием влево, что подтверждает изображение герба.
Описание Адама Бонецкого: «КОРЫЗНОВЫ герб СОБСТВЕННЫЙ, который представляет собой, в поле червонном, серебряный крест перевернутый вверх, стрелой вправо пронзенный. В верхней части шлема, три пера страуса».
В гербовнике Юлиуса Островского — герб № 1480".
Перевернутый крест это символ святого Петра, первого папы Римского или латинский крест.

## Герб используют
Korys, Koryzna, Koryzno — русское написание фамилий Корызно, Карызно, Корызнов, Согласно указу Правительствующаго Сената по Департаменту Герольдии от 26 января 1851 года за № 389 герб использует род Szablewicz (рус. Шаблевич)
Список родов неполный и уточняется.
Корызны в значительной степени упоминаются в Жемайтии. Станислав Богданович Koryzna, наместник королевский в 1550 г. (Метрика Литовская. 66). Николай Koryzna, каноник Виленский, Референдарий Литовский 1586 г., умер в 1598 г. В то же время он был и секретарем королевским. Себастьян, сын Станислава, городской писарь Виленский в 1579 году. Ян Габриел, с воеводства Минского, электор (избиратель) короля Михаила. Войцех подписал, от повета Виленского, выборы (элекцию) Иоанна III. Стефан, земский судья Жмуди,1632 г.
В числе голосов избирателей Августа II, мы встречаем Михаила Казимира, ловчего Стародубского и Станислава, оба из Жемайтии.
Казимир Петр, выбран чашником Жмудским, на сеймике в Браславе 1700 г.
Юзеф Антоний, подстолий Жмудский и ротмистр повета Виленского в 1743 г. Карл, ротмистр повета Упитцкого, Иосиф, Августин и Фома, ротмистр Ошмянского повета, подписали манифест шляхты Литовской 1763 г. Томаш, ротмистр повета Упитцкого 1764 г. Карл, кравчий Жмудский 1765 г., а в 1767 г. городской судья Росиенский.